# BellSouth Open 1996 - Qualificazioni singolare
Le qualificazioni del singolare  dell'Heineken Open 1996 sono state un torneo di tennis preliminare per accedere alla fase finale della manifestazione. I vincitori dell'ultimo turno sono entrati di diritto nel tabellone principale. In caso di ritiro di uno o più giocatori aventi diritto a questi sono subentrati i lucky loser, ossia i giocatori che hanno perso nell'ultimo turno ma che avevano una classifica più alta rispetto agli altri partecipanti che avevano comunque perso nel turno finale.
Le qualificazioni del torneo Heineken Open 1996 prevedevano 32 partecipanti di cui 4 sono entrati nel tabellone principale.

## Teste di serie
1. Jaime Yzaga (Qualificato)
2. Derrick Rostagno (primo turno)
3. Marcos Ondruska (Qualificato)
4. Steve Campbell (secondo turno)

1. Lars Jonsson (secondo turno)
2. Donald Johnson (secondo turno)
3. Alberto Martín (secondo turno)
4. Chuck Adams (Qualificato)

## Qualificati
1. Jaime Yzaga
2. Chuck Adams

1. Marcos Ondruska
2. Patrik Fredriksson

## Tabellone

### Legenda
| - Q = Qualificato - WC = Wild card - LL = Lucky loser | - ALT = Alternate - SE = Special Exempt - PR = Protected Ranking | - w/o = Walkover - r = Ritirato - d = Squalificato |

### Sezione 1
|  | Primo turno      | Primo turno      | Primo turno    | Primo turno | Primo turno |  |  | Secondo turno | Secondo turno  | Secondo turno | Secondo turno | Secondo turno |   |   | Ultimo turno | Ultimo turno | Ultimo turno | Ultimo turno | Ultimo turno |  |
|  |                  |                  |                |             |             |  |  |               |                |               |               |               |   |   |              |              |              |              |              |  |
|  | 1                | Jaime Yzaga      | Jaime Yzaga    | 6           | 6           |  |  |               |                |               |               |               |   |   |              |              |              |              |              |  |
|  |                  | Tom Nijssen      | Tom Nijssen    | 2           | 4           |  |  | 1             | Jaime Yzaga    | Jaime Yzaga   | 6             | 6             |   |   |              |              |              |              |              |  |
|  | Scott Clark      | Scott Clark      | Scott Clark    | 6           | 6           |  |  |               | Scott Clark    | Scott Clark   | 3             | 2             |   |   |              |              |              |              |              |  |
|  | Andrew Turner    | Andrew Turner    | Andrew Turner  | 0           | 4           |  |  |               |                |               |               |               |   |   | 1            | Jaime Yzaga  | 6            | 6            | 6            |  |
|  | Glenn Wilson     | Glenn Wilson     | 6              | 4           | 6           |  |  |               |                |               | Glenn Wilson  | 7             | 4 | 1 |              |              |              |              |              |  |
|  | Hyeong-Keun Song | Hyeong-Keun Song | 2              | 6           | 3           |  |  |               | Glenn Wilson   | 6             | 6             | 6             |   |   |              |              |              |              |              |  |
|  | 7                | Alberto Martín   | Alberto Martín | 6           | 6           |  |  | 7             | Alberto Martín | 7             | 3             | 2             |   |   |              |              |              |              |              |  |
|  |                  | David Adams      | David Adams    | 4           | 4           |  |  |               |                |               |               |               |   |   |              |              |              |              |              |  |

### Sezione 2
|  | Primo turno         | Primo turno          | Primo turno          | Primo turno          | Primo turno |  |  | Secondo turno        | Secondo turno        | Secondo turno | Secondo turno | Secondo turno |   |   | Ultimo turno | Ultimo turno        | Ultimo turno        | Ultimo turno | Ultimo turno |  |
|  |                     |                      |                      |                      |             |  |  |                      |                      |               |               |               |   |   |              |                     |                     |              |              |  |
|  |                     | Christo van Rensburg | Christo van Rensburg | Christo van Rensburg | 2           |  |  |                      |                      |               |               |               |   |   |              |                     |                     |              |              |  |
|  | 2                   | Derrick Rostagno     | Derrick Rostagno     | Derrick Rostagno     | 0r          |  |  | Christo van Rensburg | Christo van Rensburg | 3             | 6             | 4             |   |   |              |                     |                     |              |              |  |
|  | Jan-Michael Gambill | Jan-Michael Gambill  | Jan-Michael Gambill  | 6                    | 7           |  |  | Jan-Michael Gambill  | Jan-Michael Gambill  | 6             | 4             | 6             |   |   |              |                     |                     |              |              |  |
|  | Rainer Schüttler    | Rainer Schüttler     | Rainer Schüttler     | 4                    | 6           |  |  |                      |                      |               |               |               |   |   |              | Jan-Michael Gambill | Jan-Michael Gambill | 6            | 4            |  |
|  | Teo Susnjak         | Teo Susnjak          | 7                    | 6                    | 6           |  |  |                      |                      | 8             | Chuck Adams   | Chuck Adams   | 7 | 6 |              |                     |                     |              |              |  |
|  | Kelly Jones         | Kelly Jones          | 5                    | 7                    | 6r          |  |  |                      | Teo Susnjak          | Teo Susnjak   | 6             | 3             |   |   |              |                     |                     |              |              |  |
|  | 8                   | Chuck Adams          | 6                    | 6                    | 7           |  |  | 8                    | Chuck Adams          | Chuck Adams   | 7             | 6             |   |   |              |                     |                     |              |              |  |
|  |                     | Jack Waite           | 7                    | 1                    | 6           |  |  |                      |                      |               |               |               |   |   |              |                     |                     |              |              |  |

### Sezione 3
|  | Primo turno       | Primo turno       | Primo turno       | Primo turno | Primo turno |  |  | Secondo turno | Secondo turno   | Secondo turno   | Secondo turno | Secondo turno |   |   | Ultimo turno | Ultimo turno    | Ultimo turno | Ultimo turno | Ultimo turno |  |
|  |                   |                   |                   |             |             |  |  |               |                 |                 |               |               |   |   |              |                 |              |              |              |  |
|  | 3                 | Marcos Ondruska   | Marcos Ondruska   | 6           | 6           |  |  |               |                 |                 |               |               |   |   |              |                 |              |              |              |  |
|  |                   | Jens Knippschild  | Jens Knippschild  | 3           | 4           |  |  | 3             | Marcos Ondruska | Marcos Ondruska | 6             | 6             |   |   |              |                 |              |              |              |  |
|  | Luis Herrera      | Luis Herrera      | Luis Herrera      | 7           | 6           |  |  |               | Luis Herrera    | Luis Herrera    | 1             | 2             |   |   |              |                 |              |              |              |  |
|  | Francisco Montana | Francisco Montana | Francisco Montana | 6           | 4           |  |  |               |                 |                 |               |               |   |   | 3            | Marcos Ondruska | 7            | 3            | 6            |  |
|  | Ben Ellwood       | Ben Ellwood       | Ben Ellwood       | 6           | 6           |  |  |               |                 |                 | Ben Ellwood   | 5             | 6 | 1 |              |                 |              |              |              |  |
|  | Mark Nielsen      | Mark Nielsen      | Mark Nielsen      | 3           | 1           |  |  |               | Ben Ellwood     | 6               | 6             | 6             |   |   |              |                 |              |              |              |  |
|  | 5                 | Lars Jonsson      | Lars Jonsson      | 7           | 6           |  |  | 5             | Lars Jonsson    | 7               | 3             | 3             |   |   |              |                 |              |              |              |  |
|  |                   | Brett Dickinson   | Brett Dickinson   | 6           | 3           |  |  |               |                 |                 |               |               |   |   |              |                 |              |              |              |  |

### Sezione 4
|  | Primo turno        | Primo turno        | Primo turno        | Primo turno | Primo turno |  |  | Secondo turno | Secondo turno      | Secondo turno      | Secondo turno      | Secondo turno      |   |   | Ultimo turno      | Ultimo turno      | Ultimo turno      | Ultimo turno | Ultimo turno |  |
|  |                    |                    |                    |             |             |  |  |               |                    |                    |                    |                    |   |   |                   |                   |                   |              |              |  |
|  | 4                  | Steve Campbell     | Steve Campbell     | 6           | 7           |  |  |               |                    |                    |                    |                    |   |   |                   |                   |                   |              |              |  |
|  |                    | Luis Lobo          | Luis Lobo          | 1           | 5           |  |  | 4             | Steve Campbell     | Steve Campbell     | 6                  | 4                  |   |   |                   |                   |                   |              |              |  |
|  | Sébastien Leblanc  | Sébastien Leblanc  | 6                  | 3           | 6           |  |  |               | Sébastien Leblanc  | Sébastien Leblanc  | 7                  | 6                  |   |   |                   |                   |                   |              |              |  |
|  | Leonardo Lavalle   | Leonardo Lavalle   | 3                  | 6           | 4           |  |  |               |                    |                    |                    |                    |   |   | Sébastien Leblanc | Sébastien Leblanc | Sébastien Leblanc | 3            | 4            |  |
|  | Patrik Fredriksson | Patrik Fredriksson | Patrik Fredriksson | 6           | 6           |  |  |               |                    | Patrik Fredriksson | Patrik Fredriksson | Patrik Fredriksson | 6 | 6 |                   |                   |                   |              |              |  |
|  | Jonas Kushner      | Jonas Kushner      | Jonas Kushner      | 2           | 0           |  |  |               | Patrik Fredriksson | 6                  | 2                  | 6                  |   |   |                   |                   |                   |              |              |  |
|  | 6                  | Donald Johnson     | Donald Johnson     | 6           | 6           |  |  | 6             | Donald Johnson     | 3                  | 6                  | 2                  |   |   |                   |                   |                   |              |              |  |
|  |                    | Clinton Ferreira   | Clinton Ferreira   | 3           | 1           |  |  |               |                    |                    |                    |                    |   |   |                   |                   |                   |              |              |  |